# Giovanni Querzoli
Giovanni Querzoli (Forlimpopoli, 1884 – Forlì, 19 luglio 1961) è stato un politico italiano; fu uno dei primi promotori in Romagna del movimento cooperativo di ispirazione mazziniana e saffiana.

## Biografia
Fin da giovane, frequenta l'ambiente culturale del Partito Repubblicano Italiano, ben radicato a Forlì grazie all'ispirazione di Aurelio Saffi e della moglie Giorgina Saffi, nonché all'opera di personaggi come Giuseppe Gaudenzi.
Alla vigilia del primo conflitto mondiale, Querzoli assume una posizione interventista e, conseguentemente, parte poi volontario per la guerra. Molte sue lettera dal fronte vengono pubblicate su Il Pensiero Romagnolo.
Dopo la guerra, fonda, a Forlì, il "Consorzio fra le cooperative agricole e di consumo", sempre di ambito culturale e politico repubblicano. Poiché Querzoli non aderisce al Fascismo, il 31 dicembre 1923 viene incendiata la sede stessa del Consorzio, che è costretto a chiudere. Per non lasciare deluso chi ha creduto fino all'ultimo nel Consorzio, Giovanni Querzoli ne ripiana i debiti col proprio patrimonio personale.
Seguace di Mazzini e del municipalismo di Saffi anche durante il Ventennio, Querzoli, dopo l'8 settembre 1943, aderisce al movimento partigiano, collaborando col CLN.
Nell'ottobre del 1944, pubblica la Tesi repubblicana per la ricostruzione dell'Italia.
Nel 1951, fonda il Consorzio Cooperativo delle Case Repubblicane, che arriva a comprendere più di 100 cooperative ed è ancora attivo. Oggi è conosciuto come Consorzio Giovanni Querzoli.
Querzoli è presidente della Cassa dei Risparmi di Forlì per più di dieci anni, a partire dal 1945. Viene anche eletto consigliere comunale.
Il Comune di Forlì gli ha dedicato una via.